# Битка код Солахона
Битка код Солахона одиграла се 586. године између Византијског царства и Сасанидске Персије. Битка је део Византијско-персијског рата (572—591), а завршена је победом Византинаца.

## Битка
До битке је дошло након што је византијски генерал Филипик послао војску на реку Арзамон како би спречио персијску офанзиву. Персијске снаге су напале византијску војску која је заузела положаје на брду. Персијанци су озбиљно угрозили византијски центар, али су Византинци били успешнији на крилима натеравши Персијанце на повлачење. Битка се тако завршила персијском победом. Највећи број Персијанаца је страдао о жеђи приликом повлачења кроз сушну равницу. Положај им је отежала одлука персијског војсковође Кардаригана који је наредио да се пре битке проспу све залихе воде како би Персијанци имали додатан подстицај за борбу.